# هيدرات الغاز
هيدرات الغاز أو الكلاثريتات (بالإنجليزية: Clathrate hydrates) هي مواد بلورية صلبة يكون الماء أساسيا في تركيبها، وهي تشبه الثلج، تنحبس فيها جزيئات غاز لاقطبية داخل أقفاص من الروابط الهيدروجينية لجزيئات الماء. أي أن هيدرات الغاز عبارة عن مركبات قفصية يكون فيها الجزيء المستقبل هو الماء، والجزيء الضيف (المحجوز) هو الغاز. لولا حدوث تأثيرات متبادلة بين جزيئات الغاز والماء، فإن الشبكة البلورية ستنهار، وسيتشكل لدينا إما بلورات أو ماء سائل.
الغازات المشكّلة للهيدرات غالباً ما تكون صغيرة الوزن الجزيئي مثل الأكسجين والهيدروجين وثنائي أكسيد الكربون والميثان وكبريتيد الهيدروجين والآرغون والكريبتون والزينون، إلا أنه أحيانا تتشكل هيدرات الغاز لبعض الهيدروكربونات العليا والفريونات، والتي تشكل الهيدرات عند درجات حرارة وضغوط ملائمة.
إن عملية تشكل هيدرات الغاز هي عملية تحول طوري من الدرجة الأولى، ولا تتضمن العملية حدوث أي تفاعل كيميائي، إلا أن آلية تشكل هذه الهيدرات لا تزال إلى الآن غير واضحة بشكل كامل.
كان السير هامفري دايفي أول من وثق توصيفا لهيدرات الغاز، وذلك في عام 1810.
توجد هيدرات الغاز طبيعيا بكميات كبيرة، فيوجد حوالي 6.4 تريليون طن من غاز الميثان محتجزاً على شكل هيدرات الميثان في قاع المحيط  على سبيل المثال توجد هناك توضعات من هيدرات الميثان قبالة السواحل النرويجية. يمكن أيضا العثور على هيدرات الغاز في صورة طبقة جليدية كما في كندا القطبية.
تعد هيدرات الغاز نظرياً مصدرا مهما من مصادر الطاقة، لكنه لا توجد للآن طريقة اقتصادية لاستخلاص واستحصال هذا المصدر، فعلى النقيض من ذلك، فإن تشكل هيدرات الهيدروكربونات يعد من إحدى المشاكل المصادفة في الصناعة النفطية، إذ يؤدي تشكلل هذه الهيدرات إلى حدوث انسداد في تمديدات الأنابيب النفطية. بالمقابل فقد جرى اقتراح الاستفادة من تشكل هيدرات غاز ثنائي أكسيد الكربون كوسيلة لتقليص غازات الدفيئة في الهواء الجوي.

## البنية

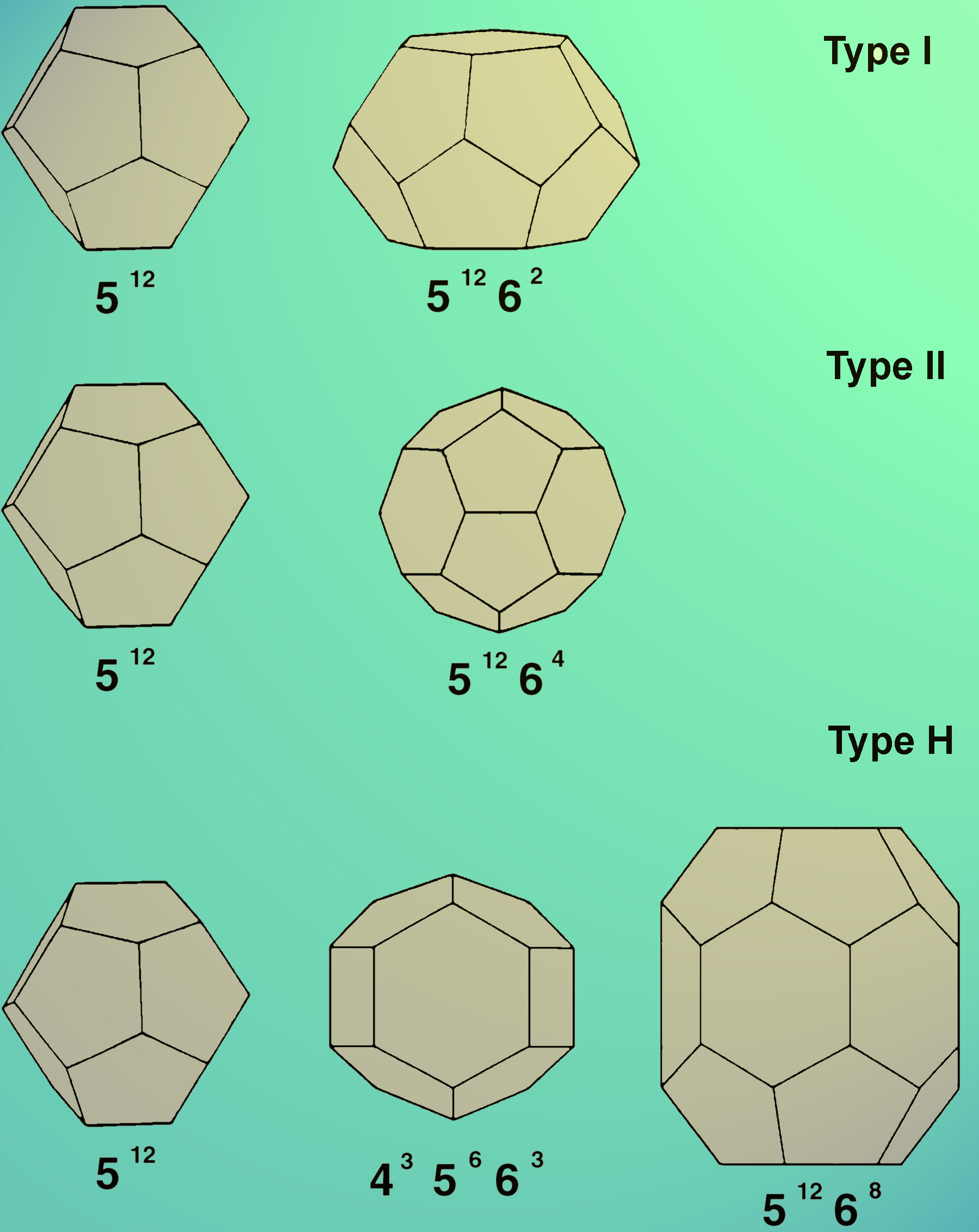
الأنماط المختلفة لبنى هيدرات الغاز.

حسب علم البلورات فإن يوجد بشكل رئيسي شكلان من البنية البلورية، بنية من النمط (I)، وأخرى من النمط (II)، تكون المجموعات الفراغية {\displaystyle Pm{\overline {3}}n} و {\displaystyle Fd{\overline {3}}m} على الترتيب. يمكن ملاحظة نوع ثالث من البنية (النمط H)، وهي سداسية الوجوه، ولها المجموعة الفراغية {\displaystyle P6/mmm}، إلا أن وجودها نادر الحدوث.
تتألف وحدة الخلية من النمط I من 46 جزيء ماء، مشكّلة نوعين من الأقفاص، يختلفان حسب الحجم إلى صغير وكبير. هناك قفصان صغيران مقابل ست أقفاص كبيرة في وحدة الخلية. يكون للأقفاص الصغيرة شكل متعدد سطوح اثنا عشري، ويكون كل سطح عبارة عن خماسي أضلاع (512)، أما الأقفاص الكبيرة فتتكون من بنى هندسية ذات أربعة عشر وجهاً، تتضمن وجود اثني عشر خماسي أضلاع واثنين من سداسي أضلاع (51262). من الغازات التي تشكل النمط I في بنيتها كل من غاز CO2 في هيدرات ثنائي أكسيد الكربون، والميثان في هيدرات الميثان.
تتألف وحدة الخلية في النمط II من 36 جزيء ماء، مشكلة نوعين من الأقفاص، يختلفان حسب الحجم إلى صغير وكبير. يكون عدد الأقفاص الصغيرة ست عشر مقابل ثمانية أقفاص كبيرة في وحدة الخلية. تكون بنية الأقفاص الصغيرة مشابهة لمثيلاتها في النمط I أي (512)، أما الأقفاص الكبيرة فتتكون من بنية هندسية تتألف من اثني عشر خماسي أضلاع وأربع سداسيات أضلاع (51264). يميز هذا النمط من البنى هيدرات كل من غازي الأكسجين والنيتروجين.
أما النمط H من بنى الهيدرات الغازية فتحوي فيه وحدة الخلية 34 جزيء ماء، مشكّلة ثلاثة أنواع من الأقفاص، اثنان صغيران من نوعين مختلفين، وآخر واسع الكبر. في هذه الحالة تتألف وحدة الخلية من ثلاثة أقفاص صغيرة من النوع 512، واثني عشر قفصا صغيرا من النوع 435663، مع وجود قفص واحد واسع الكبر له النوع 51268. يتطلب تشكيل هذا النمط من البنية البلورية لهيدرات الغاز وجود غازين، أحدهما كبير والآخر صغير، من أجل ثباتية هذه البنية. يمكن لهذه البنية أن توجد عند هيدرات غاوات مثل البوتان وهيدروكربونات أخرى قريبة.

## تنوع الغازات القادرة على تشكيل هيدرات
تتكون هيدرات الغاز من غازات محصورة داخل شبكة بلورية من الماء المتجمد، وتتنوع الغازات القادرة على تشكيل هذه الهيدرات تبعًا لحجمها وقطبيتها وظروف الضغط والحرارة. ورغم أن العديد من الغازات يمكن أن تُشكّل هيدرات، فإن الميثان يتميز بقدرته العالية على تشكيل هيدرات مستقرة تحت ظروف طبيعية في قاع المحيطات والتربة المتجمدة، ما يجعله محوريًا في فرضية بندقية الكلثرات.
| الغاز                    | القابلية على تشكيل هيدرات | ملاحظات                                                 |
| ------------------------ | ------------------------- | ------------------------------------------------------- |
| الميثان (CH₄)            | مرتفعة                    | يشكّل هيدرات مستقرة في الظروف الطبيعية البحرية والقطبية. |
| ثاني أكسيد الكربون (CO₂) | مرتفعة                    | يشكّل هيدرات من النمط I تحت ضغوط معتدلة.                 |
| النيتروجين (N₂)          | متوسطة                    | يشكّل هيدرات من النمط II، ولكنها أقل استقرارًا.           |
| الأكسجين (O₂)            | متوسطة                    | يشكّل هيدرات من النمط II ضمن نطاق ضيق من الضغط.          |
| الهليوم (He)             | لا يُشكّل                   | لا يُشكّل هيدرات بسبب صغر الحجم وضعف التآثر.              |
| الأمونيا (NH₃)           | منخفضة                    | قطبي جدًا، يتداخل مع بنية الهيدرات التقليدية.            |
| الإيثان (C₂H₆)           | مرتفعة                    | يشكّل هيدرات من النمط I، وخاصة مع الميثان.               |
| البروبان (C₃H₈)          | متوسطة                    | يشكّل هيدرات من النمط H بوجود غاز مساعد صغير.            |

## روابط خارجية
- الميثان- «الذهب الأبيض» من أعماق البحر على يوتيوب - دويتشه فيله